# Cellulose-Ethanol
Ethanol, das aus pflanzlichen Abfällen hergestellt wird, wird als Cellulose-Ethanol oder Lignocellulose-Ethanol bezeichnet. Wie der herkömmliche Ethanol-Kraftstoff ist es ein Ottokraftstoff, der durch Vergärung von Pflanzen gewonnen werden kann (Bio-Ethanol). Anders als herkömmliches Bioethanol, welches fast ausschließlich aus den zucker- oder stärkereichen Teilen von Kulturpflanzen wie Mais und Weizen hergestellt wird, kann zur Herstellung von Cellulose-Ethanol jeder cellulosehaltige Teil einer Pflanze verwertet werden. Vor allem Gräser, Algen und pflanzliche Abfallstoffe gelten als mögliche Rohstoffe für die Herstellung von Cellulose-Ethanol.
Die Vorteile von Cellulose-Ethanol sind einerseits, dass seine Herstellung aus ökologischer Sicht effizienter und klimaneutraler ist, und andererseits dass er einen geringeren Wettbewerb zum Anbau von Nahrungsmittelpflanzen darstellt. Trotz intensiver staatlicher Förderung ist die großtechnische Herstellung von Cellulose-Ethanol aktuell aufgrund hoher Produktionskosten nicht wettbewerbsfähig gegenüber herkömmlichem Bioethanol und fossilen Brennstoffen.

## Bioethanol aus pflanzlicher Biomasse
Bioethanol ist Alkohol, der durch Fermentation aus Zuckern mit Hilfe von Mikroorganismen gewonnen wird. Im Allgemeinen wird dazu die Hefe mit dem wissenschaftlichen Namen Saccharomyces cerevisiae eingesetzt. Die Zucker stammen aus Pflanzen, die durch den Prozess der Photosynthese die Energie des Sonnenlichtes ausnutzen, um aus Kohlendioxid (CO2) ihre organischen Bestandteile aufzubauen. Die Zucker können in Form von Stärke (z. B. Getreidekorn, Kartoffel) oder Saccharose (z. B. Zuckerrübe, Zuckerrohr) gespeichert werden, oder sie werden in Strukturbestandteile (z. B. Cellulose) umgewandelt, die der Pflanze ihre Form und Stabilität verleihen. Gegenwärtig wird Bioethanol vornehmlich durch Vergärung von Saccharose (brasilianisches Zuckerrohr) oder Hydrolysaten von Stärke (Mais, Getreide) gewonnen. Nach Destillation und Trocknung kann das Ethanol als Kraftstoff eingesetzt werden. Diese Art der Herstellung erzeugt jedoch eine Konkurrenzsituation zum Lebensmittelmarkt. Darüber hinaus stehen die nur begrenzten Anbauflächen und die ökologischen Probleme bei der notwendigen Intensivierung der Landwirtschaft einer großflächigen Produktion von auf Stärke basierendem Ethanol entgegen. Angestrebt wird daher zunehmend die Nutzung von kostengünstigen pflanzlichen Reststoffen wie Stroh, Holzresten und Landschaftspflegegut oder von Energiepflanzen wie Rutenhirse (auch Switchgrass, Panicum virgatum) oder Miscanthus, die keiner intensiven landwirtschaftlichen Bewirtschaftung bedürfen und auch auf minderwertigen Böden wachsen.
Pflanzenreste oder Energiepflanzen besitzen nur wenig Stärke oder Saccharose, sondern enthalten Kohlenhydrate in Form von Lignocellulosen in ihren Zellwänden eingelagert. Lignocellulosen bestehen aus Cellulose, Hemicellulosen und dem nicht fermentierbaren Lignin („Holzstoff“). Cellulose ist wie die Stärke ein Polymer aus Zuckermolekülen mit sechs Kohlenstoffatomen, der Glucose, die zu langen Ketten miteinander verknüpft sind. Beide unterscheiden sich nur in der Art der Verknüpfungen. Hemicellulosen bestehen zum größten Teil aus Zuckern mit fünf Kohlenstoffatomen, Xylose und Arabinose, die in verzweigten Ketten aneinandergelagert werden.

## Cellulose-Ethanol-Produktionsprozess
Um aus Lignocellulose Bioethanol herstellen zu können, müssen zunächst die Cellulose und die Hemicellulosen in die einzelnen Zucker gespalten werden. Das geschieht mit Säuren und speziellen Enzymen. Danach müssen die Hefen das Gemisch aus Glucose, Xylose und Arabinose zu Ethanol fermentieren. Die Fermentation, Destillation und Trocknung geschieht analog zum klassischen Ethanol-Kraftstoff-Prozess. Seit Ende 2013 wurde Cellulose-Ethanol mit mehr als 75 Millionen Liter jährlich in einer von einer von der Firma „Beta Renewables“ betriebenen Anlage in Norditalien, auch kommerziell hergestellt. Das Unternehmen wurde jedoch 2017 restrukturiert. Aktuelle Unternehmen mit entsprechenden Verfahren sind z. B. Ineos Bio, Iogen, POET und Verbio. Weitere Unternehmen in Deutschland und Österreich finden sich in der Übersicht des Bundesverbandes der deutschen Bioethanolwirtschaft e. V.

### Vorbehandlung und Verzuckerung des Pflanzenmaterials
Trotz der großen Ähnlichkeiten in der Stärke- und Lignocellulose-Fermentation weist die letztere einige Schwierigkeiten auf. Zunächst muss die Lignocellulose verflüssigt und verzuckert werden. Dieses ist deutlich schwieriger als bei der Stärke, da die Zuckerketten nur schwer zugänglich sind. Das Pflanzenmaterial muss deshalb zunächst chemisch oder thermisch vorbehandelt werden. Erst dann kann die Verzuckerung mit Hilfe von speziellen Enzymen (Cellulasen, Xylanasen, Glucosidasen) geschehen, die analog den Amylasen bei der Stärke die Celluloseketten in Glucose spalten. Diese Enzyme werden aus Pilzen gewonnen, die in der Natur an der Verrottung von Pflanzenresten beteiligt sind. Da wesentlich mehr Enzyme als bei der Stärkeverzuckerung benötigt werden, führt dies zu erhöhten Kosten. Forschungsanstrengungen haben hier in den letzten Jahren jedoch zu einer Kostenreduzierung geführt.

### Vergärung des Zuckergemisches aus Hexosen und Pentosen
Der zweite wesentliche Unterschied liegt darin, dass in der Lignocellulose nicht wie in der Stärke nur Glucose als Zuckerbaustein vorhanden ist, sondern auch andere Zucker wie Xylose und Arabinose (= C5-Zucker oder Pentosen). Diese können jedoch von den zur Ethanolproduktion verwendeten Hefen nicht genutzt werden. Es müssen also speziell gezüchtete Hefen eingesetzt werden, die neben der Glucose auch die anderen Zucker zu Ethanol vergären können.
In der traditionellen Ethanol-Kraftstoff-Produktion werden ausschließlich Hefen vom Typ Saccharomyces eingesetzt. Das sind die gleichen Hefen, die auch zur Herstellung von Brot, Bier und Wein dienen. Hefen haben gegenüber Bakterien den Vorteil, dass ihre Handhabung in industriellen Prozessen schon seit Jahrhunderten etabliert ist. Aus diesem Grunde bieten sie sich hervorragend für die Produktion von Ethanol aus Lignocellulose an. Ihr großer Nachteil ist jedoch, dass sie nur die C6-Zucker (=Hexosen) aber nicht die C5-Zucker (=Pentosen) vergären können.
Verschiedene Forschergruppen aus Europa und den USA haben in den letzten Jahren Hefestämme erzeugen können, die auch C5-Zucker zu Ethanol vergären. Aus dem Erbmaterial der Hefen lässt sich ablesen, dass diese früher einmal in der Lage war, C5-Zucker zu verwerten. Sie haben diese Eigenschaft allerdings im Laufe ihrer Evolution wieder verloren. Mit Hilfe gentechnischer Verfahren gelang es, den Hefezellen diese Eigenschaft wieder zu verleihen bzw. sie sogar deutlich zu verbessern. Dazu wurde ihnen gezielt das entsprechende Erbmaterial aus anderen Hefen, Pilzen und Bakterien eingeschleust. Dabei sind Hefezellen entstanden, die sowohl C6- als auch C5-Zucker vergären können.
Im Falle des C5-Zuckers Xylose wurden dazu zwei verschiedene Strategien angewandt. Wissenschaftler der Universität Lund in Schweden nutzten einen Zweischritt-Mechanismus (Xylose-Reductase/Xylitol-Dehydrogenase aus der Hefe Pichia stipitis) aus, um Xylose in den Stoffwechsel der Saccharomyces-Hefen einzuschleusen. Wissenschaftler der Universität Frankfurt und solche der Technischen Universität Delft aus den Niederlanden konnten kürzlich aber auch erfolgreich Hefen züchten, die Xylose direkt in einem Schritt mit Hilfe des Enzyms Xylose-Isomerase in ihren Stoffwechsel integrieren und zu Ethanol vergären können. Dabei nutzen die Delfter Wissenschaftler eine eukaryotische Xylose-Isomerase, wohingegen die Frankfurter Wissenschaftler eine bakterielle Xylose-Isomerase verwenden, die den Vorteil hat, weniger stark durch den Inhibitor Xylitol gehemmt zu werden.
Im Falle des C5-Zuckers Arabinose stellte sich der häufig in Pilzen zu findende 5-stufige Abbauweg in den Saccharomyces-Hefen als wenig geeignet heraus. Dagegen konnte an der Universität Frankfurt erfolgreich ein 3-stufiger Stoffwechselweg etabliert werden, der sonst nur in Bakterien zu finden ist. Integrierte man diesen Stoffwechselweg in die Hefen und zwang sie dann mehrere Monate lang, Arabinose als einzige Energiequelle zu nutzen, dann entwickelten sich tatsächlich Hefestämme, die neben der Glucose auch Arabinose vergären konnten. Zusammen mit den Forschern der Universität Lund wurde dann eine Hefe gezüchtet, die alle Zucker, also Glucose, Xylose und Arabinose zu Ethanol vergären kann.

### Fermentationsinhibitoren
Ein dritter Unterschied zwischen dem klassischen Ethanol-Kraftstoff-Prozess und Cellulose-Ethanol sind toxische Stoffe, die bei der chemischen und thermischen Vorbehandlung des Pflanzenmaterials entstehen (z. B. Furfurale). Diese Inhibitoren schädigen die bei der Fermentation eingesetzten Mikroorganismen. Sie müssen deshalb vor der Fermentation entfernt werden, was jedoch zusätzliche Kosten verursacht.

### Logistik
Ein vierter wesentlicher Unterschied ist das niedrigere Raumgewicht von Pflanzenabfällen, d. h. die niedrigere Energiedichte gegenüber Getreide- oder Maiskörnern. Dieses bedeutet erhöhte Transportkosten und einen erhöhten Lagerraumbedarf. Daher werden effizientere Presstechniken, der Transport von bereits zerkleinertem Material und kleinere, dezentralen Produktionsanlagen untersucht.

## Wirtschaftliche Betrachtung
Die Umsetzung aller Zucker kann die Wirtschaftlichkeit der Vergärung von pflanzlicher Biomasse erheblich verbessern. Stroh enthält etwa 32 % Glucose, 19 % Xylose und 2,4 % Arabinose. In 1 t Stroh sind also 320 kg Glucose enthalten. Bei einer vollständigen Vergärung entstehen daraus etwa 160 kg Ethanol, was einem Volumen von 200 l entspricht. Die vollständige Vergärung des Pentosezuckers Xylose ergibt entsprechend zusätzliche 124 l Ethanol pro Tonne Stroh.
Die Fachagentur Nachwachsende Rohstoffe (FNR) hat in einer 2009 publizierten Studie (Biokraftstoffe – Eine vergleichende Analyse) die Kosten für Lignocellulose-Ethanol aus Abfallstroh für 2020 auf etwa 24 €/GJ geschätzt, während dieser Wert 2007 noch bei 30 €/GJ lag. Dies entspricht bei einem Brennwert von 23,5 MJ/l für Bioethanol also etwa 56 cent/l (2020) bzw. etwa 70 cent/l (2007). Damit liegen die Kosten aber über den Kosten für Stärke-Ethanol. Vor diesem Hintergrund kommt die Studie zur Einschätzung, dass Bioethanol aus Lignocellulose ohne Förderung voraussichtlich nicht wettbewerbsfähig ist. Allerdings ist zu berücksichtigen, dass erst eine kommerziell betriebene Anlage die wahren Kosten zeigt. Die größten Kosten werden durch die Enzyme zur Celluloseverzuckerung verursacht. Enzymhersteller verweisen jedoch darauf, dass es bereits kostengünstige Prozesse für effektivere Enzyme gibt, es aber nicht lohnt, sie zu produzieren, weil keine Nachfrage da ist. Langfristig wird vermutlich Cellulose-Ethanol nur eine Übergangslösung darstellen. Die Biokraftstoffe der dritten Generation, wie z. B. Biobutanol zeigen bessere Eigenschaften, allerdings aber auch nur dann, wenn sie aus Lignocellulose gewonnen werden.